# Ivan Romanoff
Ivan Romanoff (eigentl.: Ivan Pezhuk; * 8. März 1914 in Toronto; † 14. März 1997 ebenda) war ein kanadischer Dirigent, Geiger, Arrangeur und Komponist.

## Leben
Der Sohn ukrainischer Einwanderer spielte als Kind in einem Mandolinenorchester und studierte dann Violine am Toronto Conservatory of Music bei Alexander Chuhaldin, Chris Dafeff, Broadus Farmer und Kathleen Parlow. Anfang der 1930er Jahre war er Mitglied in den Rundfunkorchestern Chuhaldins und Stanley St Johns Tanzorchester, trat bei den Promenade Symphony Concerts und mit Orchestern der CBC in verschiedenen Sendungen des Senders auf. Während des Zweiten Weltkriegs arbeitete er als Dirigent, Arrangeur und Musiker für die Revue Meet the Navy der Royal Canadian Navy.
Von 1947 bis 1949 studierte Romanoff an der Akademie der musischen Künste in Prag Violine bei Jindřich Feld, Dirigieren bei Václav Talich und Komposition bei Milo Dolenzil. Beim Prager Frühling 1947 führte er als Dirigent mit der tschechischen Philharmonie Werke von Barbara Pentland, Harry Somers und John Weinzweig auf. Nach seiner Rückkehr nach Kanada leitete er ein Streicherensemble bei der CBC, spielte kurze Zeit Bratsche im Solway String Quartett und leitete bei der CBC Aufführungen von Hulak-Artemowskyjs Die Saporoger an der Donau (The Cossack beyond the Danube, 1951) und Rimski-Korsakows Mainacht (May Night, 1952).
1953 gründete Romanoff das Ensemble Ivan Romanoff Orchestra and Chorus, das er mehr als 30 Jahre leitete. Mit diesem debütierte er in der CBC mit dem wöchentlichen Programm Songs of My People, das bis 1963 lief, gefolgt von Continental Holiday (1964 und 1970 bis 1972), Continental Rhapsody (1965 bis 1970), The Music of Ivan Romanoff (1972 bis 1973) und Music of Our People (1973 bis 1976) sowie der Fernsehserie Rhapsody und anderen Fernsehproduktionen. Er trat mit dem Ensemble, dessen Repertoire Lieder aus mehr als 40 Ländern umfasste, in den USA und Kanada auf und nahm mehrere Schallplatten auf, darunter auch Ukrainian Christmas mit seiner dritten Ehefrau, der Sängerin Lesia Zubrack. Als Komponist trat Romanoff mit Liedern in verschiedenen Nationalstilen sowie Jingles und Filmmusiken für das Fernsehen hervor.

## Quelle
- Ivan Romanoff. In:  Encyclopedia of Music in Canada. herausgegeben von The Canadian Encyclopedia (englisch, französisch).

| Personendaten    | Personendaten                                         |
| ---------------- | ----------------------------------------------------- |
| NAME             | Romanoff, Ivan                                        |
| ALTERNATIVNAMEN  | Pezhuk, Ivan                                          |
| KURZBESCHREIBUNG | kanadischer Dirigent, Geiger, Arrangeur und Komponist |
| GEBURTSDATUM     | 8. März 1914                                          |
| GEBURTSORT       | Toronto                                               |
| STERBEDATUM      | 14. März 1997                                         |
| STERBEORT        | Toronto                                               |